# Capilonchus capitatus
Capilonchus capitatus är en rundmaskart som beskrevs av Ahmad, Sturhan och Wim M. Wouts 2003. Capilonchus capitatus ingår i släktet Capilonchus och familjen Leptonchidae. Inga underarter finns listade i Catalogue of Life.